# IC 5023
IC 5023 је спирална галаксија у сазвјежђу Паун која се налази на листи објеката дубоког неба у Индекс каталогу.
Деклинација објекта је - 67° 11' 4" а ректасцензија 20h 38m 10,0s. Привидна величина (магнитуда) објекта IC 5023 износи 13,3 а фотографска магнитуда 14,2. Налази се на удаљености од 48,747 милиона парсека од Сунца. IC 5023 је још познат и под ознакама ESO 106-8, IRAS 20335-6721, PGC 65109.